# محمد زیشان ایوب
محمد زیشان ایوب (به انگلیسی: Mohammed Zeeshan Ayyub) (زاده ۱۹۸۴) بازیگر هندی است. از فیلم‌هایی که وی در آن نقش داشته‌است می‌توان به تیوبلایت و قاتلان هندوستان اشاره کرد.

## فیلم‌شناسی
فهرست برخی از فیلم‌هایی که محمد زیشان ایوب در آنها به ایفای نقش پرداخته‌است:
- تیوبلایت
- رئیس
- عروس برادر من
- جنت ۲
- تخت روان دالی
- فانتوم
- هیچ‌کس جسیکا را نکشت
- همه چی روبه راهه
- دوست‌داشتنی
- زیرو
- قاتلان هندوستان
- مانیکارنیکا
- ازدواج تانو و مانو
- ازدواج تانو و مانو: بازگشت
- ماده ۱۵
- پرش
- آرجون پاتیالا
- سام بهادر
- راجا ناتوارلال